# Liviu Surugiu
Œuvres principales
- Visându-l pe Mart Senson
- Atavic

Liviu Surugiu (né le 10 octobre 1969, Roșiorii de Vede) est un écrivain et scénariste roumain. Ses écrits concernent principalement les genres que sont la science-fiction, la fiction spéculative, et les thrillers religieux. En 2013, il sort finaliste du concours de scénariste de film organisé par HBO en collaboration avec le TIFF.
En 2015, il gagne le prix du meilleur romain pour Atavic en 2015'. En 2016, il reçoit le prix du meilleur roman pour ERAL et le prix du meilleure recueille de nouvelles pour Rămășițele viselor.

## Biographie
Liviu Surugiu est né en 1969, à Roșiorii de Vede. En 1983 il écrit la première version de son roman Atavic sous forme d'une nouvelle . En 1995 il fait ses débuts dans Jurnalul SF (Le Journal SF) avec la nouvelle Visându-l pe Mart Senson (En rêvant de Mart Senson), avec laquelle il a remporté le prix JSF-Atlantykron. Il publie par la suite d'autres nouvelles dans Jurnalul SF, collection CPSF Anticipația et SuperNova, dont Începutul (Le début), Daniel, Adevărul despre Woopy (La vérité sur Woopy), Mâinile lui Solomon (Les mains de Salomon), Burta, Castelul Câinilor, Alcoolama (en collaboration avec Ionuț Bănuță), Îngeri și Câini et Visus, beaucoup d'entre elles sont récompensées par divers prix lors de concours .
Après une période à l'étranger, Surugiu revient en Roumanie et recommence à écrire et à publier, revenant pour l'occasion sur des textes plus vieux. Il publie par ses propres moyens sous le titre Imman une nouvelle qu'il avait écrite en 1983,. Au fil des années, il collabore à une série de publication en ligne, telle que Gazeta SF et Nautilus. En 2013, il arrive en finale du concours organisée par  HBO en collaboration avec le TIFF avec le scénario Înghețul ,.
Après avoir revu et étendu son roman Imman, Liviu Surugiu le publie aux éditions editura Tritonic sous le titre Atavic, qui lui fait remporter le prix du meilleur roman l'année suivante au Romcon. Toujours en 2014, il étendu sa nouvelle Întâlnirea, récompensée au Festival Vladimir Colin de 1995 qu'il a publié sous le titre Iubire și moarte pentru totdeauna.
L'année suivante, il réunit des courtes nouvelles écrites entre 1994 et 1995 et 2013-2015 dans le recueil Rămășițele viselor, publié aux éditions editura Tracus Arte dans la collection Bendis.

## Œuvres

### Romans
- Imman (2011)
- Atavic (2014) - une version revue et étendue du livre Imman
- Iubire și moarte pentru totdeauna (2014)
- ERAL (2015)

### Recueils de nouvelles
- Rămășițele viselor (2015)
- Acesta este trupul meu (2016)

## Récompenses
- 1994 - Prix JSF-Atlantykron pentru Visându-l pe Mart Senson[9]
- 1994 - Prix Supernova pentru Mâinile lui Solomon[9]
- 1995 - Prix Juriului - Pozitronic pentru Adevărul despre Woopy[9]
- 1995 - Grand prix ARSFAN pour Visus[9]
- 1995 - prix de la meilleure esquisse au concours Sigma pour Îngeri și câini[9]
- 1995 - Prix du festiva Vladimir Colin pour Întâlnirea, nouvelle revue et publiée 2014 sous le titre Iubire și moarte pentru totdeauna[8]
- 1995 - troisième place du prix Quasar pour Burta
- 2013 - prix Gazetei SF pour Daisy, schiță publicată sub pseudonimul Christian Lis[9]
- 2013 - finaliste du Concours Național de Scenarios organisé par HBO România en partenariat avec TIFF, section long métrage, avec Înghețul[4]
- 2015 - prix du meilleur roman 2014 décerné par Romcon pour Atavic[2]
- 2015 - troisième place, ex-æquo, à la trentième édition du Concours National de prose courte Helion pour Regele Spărgătorilor[10]
- 2016 - prix Atlantykron pour Acesta este trupul meu
- 2016 - troisième place au concours România peste o sută de ani, section Scénarios [3]
- 2016 - prix du meilleur roman 2015 décerné par Romcon pour ERAL[3]
- 2016 - prix du meilleur recueil de nouvelle 2015 décerné par Romcon pour Rămășițele viselor[3]